# S.C. Igalo
Sportski centar Igalo je otvoren 2007. godine.

## Kompleks sportskog centra
U svom sastavu ima 5 teniskih terena i jedan kombinovani teren, sportsku halu, hotel i restoran. Kapacitet hale je 2000. sjedećih mjesta. Ima 6 svlačionica, teretanu...

## Sportska takmičenja u Sportskom Centru Igalo
U S.C. Igalo KK Primorje i KK ABS Primorje igraju domaće utakmice Prve crnogorske košarkaške lige. U S.C. Igalo odigralo se finale Košarkaške Superlige Crne Gore, finale Crnogorskog odbojkaškog kupa, 1. Atlasmont Košarkaški Tunir Herceg Novi 2008,...